# Edwin Herbert Land
Edwin Herbert Land (12 mai 1909 - 1 martie 1991) a fost un inventator american.